# Магеррамов, Мосу Рустам оглы
Мосу Рустам оглы Магеррамов (азерб. Mösü Rüstəm oğlu Məhərrəmov; 1912, Горадиз — 1981, там же) — советский азербайджанский хлопковод. Герой Социалистического Труда (1950).

## Биография
Родился в 1912 году в селе Горадиз Джебраильского уезда Елизаветпольской губернии (ныне город Горадиз Физулинского района Азербайджана).
В 1936 году окончил Геокчайский сельскохозяйственный техникум.
Начал трудовую деятельность в 1928 году трактористом Карягинской МТС Карягинского района, с 1937 года бригадир тракторной бригады районной МТС. В 1946—1950 годах обслуживал колхоз «28 апреля» Карягинского района, где в 1949 году собрал трактором 43,5 центнеров хлопка с гектара на площади 235 гектаров. С 1950 года обслуживал колхоз «Россия» Карягинского района, с 1958 работал в этом колхозе. С 1967 года председатель колхоза имени Самеда Вургуна Физулинского района, а с 1968 года вновь возглавил тракторную бригаду в колхозе «Россия» Физулинского района. С 1976 года на пенсии.
Указом Президиума Верховного Совета СССР от 12 июля 1950 года, за получение высоких урожаев хлопка на поливных землях при выполнении колхозами обязательных поставок и контрактации по всем видам сельскохозяйственной продукции, натуроплаты за работы МТС в 1949 году и обеспеченности семенами всех культур в размере полной потребности для весеннего сева 1950 года, Магеррамову Мосу Рустам оглы присвоено звание Героя Социалистического Труда с вручением ордена Ленина и золотой медали «Серп и Молот».
Отличник социалистического соревнования сельского хозяйства (1972).
Ушел из жизни в 1981 году в пгт Горадиз Физулинского района.